# Felix Gerritzen
Felix Gerritzen (Münster, 6 febbraio 1927 – 3 luglio 2007) è stato un calciatore tedesco, di ruolo attaccante.